# يوربان هنري
يوربان هنري (بالإنجليزية: Urban Henry) هو لاعب كرة قدم أمريكية أمريكي، ولد في 7 يونيو 1935 في بيرويك في الولايات المتحدة، وتوفي في 26 فبراير 1979.